# Рэндолф, Даррен
Даррен Эдвард Эндрю Рэндолф (англ. Darren Edward Andrew Randolph; род. 12 мая 1987 года, Брей, Ирландия) — ирландский футболист, вратарь. Выступал за национальную сборную Ирландии.
Рэндолф также представлял сборную Ирландии по баскетболу.

## Клубная карьера

### Ранняя карьера
Рэндолф родился в городе Брей, Ирландия. Начал играть футбол в школьной команде «Ардмор Роверс». Летом 2003 года присоединился к английскому клубу «Чарльтон Атлетик». Когда Рэндолф покинул «Ардмор Роверс», клуб выставил его в Зал Славы.
В 2004 году Рэндолф на правах аренды провёл один месяц в клубе «Уэллинг Юнайтед», сыграл четыре матча в лиге и один матч в Кубке Англии. Начало сезона 2005/06 Рэндолф на правах аренды провёл в клубе «Аккрингтон Стэнли». В конце сезона продлил контракт с «Чарльтон Атлетик» до 2009 года. В августе 2006 года был отдан в месячную аренду в «Джиллингем».

### «Чарльтон Атлетик»
Рэндолф дебютировал в первом составе клуба в последнем матче сезона 2006/07 против «Ливерпуль». В том матче Рэндолф сыграл вместо Скотта Карсона, который был арендован у «Ливерпуля» и не имел права играть против своего клуба. В сезоне 2007/08 Рэндолф явно уступал конкуренцию вратарю Ники Уиверу и впоследствии, в феврале 2008 года был отдан в аренду в «Бери». После 14 игр в «Бери», Рэндолф был обратно отозван в «Чарльтон Атлетик», чтобы заменить Ники Уивера, дисквалифицированного в матче против «Плимут Аргайл». Рэндолф вышел на следующий матч против «Саутгемптона», где отличился автоголом в свои ворота.

### Аренда в «Херефорд Юнайтед»
В июле 2008 года Рэндолф на правах аренды перешёл в «Херефорд Юнайтед». Он сыграл в 14 матчах, среди которых был один «выдающийся» матч против «Лидс Юнайтед» на Элланд Роуд. В этом матче Рэндолф пропустил всего один мяч из 19 ударов в створ.
11 ноября 2008 года появилась информация о том, что Рэндолф отказался сыграть на матче Кубка Англии против «Дагенем энд Редбридж», узнав о том, что клуб хочет привлечь ещё одного вратаря в «Херефорд Юнайтед». За своё поведение Рэндолф был оштрафован в размере двухнедельной зарплаты и шансы дальше сыграть за клуб приблизились к нулю. На следующий день в клуб прибыл вратарь Мэтт Мюррэй из «Вулверхэмптон Уондерерс» на правах аренды. Тренер клуба Грэм Тёрнер в своей колонке в газете «Hereford Times» признался, что в такую ситуацию он ни разу не попадал за 30 лет тренерской карьеры и не ожидал такого от профессионального игрока. Также он заявил, что контракт с Рэндолфом был бы немедленно расторгнут, если права игрока принадлежали бы «Херефорд Юнайтед». В ответ на заявления Тёрнера Рэндолф выразил своё недовольство. Рэндолфа поддержал тренер «Чарльтона» Алан Пардью. После этого инцидента Рэндолф больше не сыграл за «Херефорд Юнайтед» и в январе 2009 года вернулся в «Чарльтон Атлетик».

### Возвращение в «Чарльтон Атлетик»
17 января 2009 года в своём втором после возвращения матче против «Шеффилд Уэнсдей» Рэндолф пропустил четыре мяча. Это был его последний матч в этом сезоне. Тем не менее, Рэндолфу удалось продлить контракт с клубом ещё на один год. В сезоне 2009/10 Рэндолф снова оказался вторым вратарём клуба, на этот раз уступая конкуренцию Робу Эллиоту. Свой первый матч в сезоне Рэндолф сыграл в ноябре в Кубке Англии против клуба «Нортвич Виктория» из Северной Конфедерации (шестая по силе лига в Англии). К удивлению, «Чарльтон Атлетик» проиграл этот матч со счётом 1:0. Местная пресса назвала это как «самое неприятное поражение в 104-летней истории клуба». Рэндолфу удалось попасть в основной состав в марте 2010 года после травмы Роба Эллиота. Оставался основным вратарём до конца сезона.

### «Мотеруэлл»

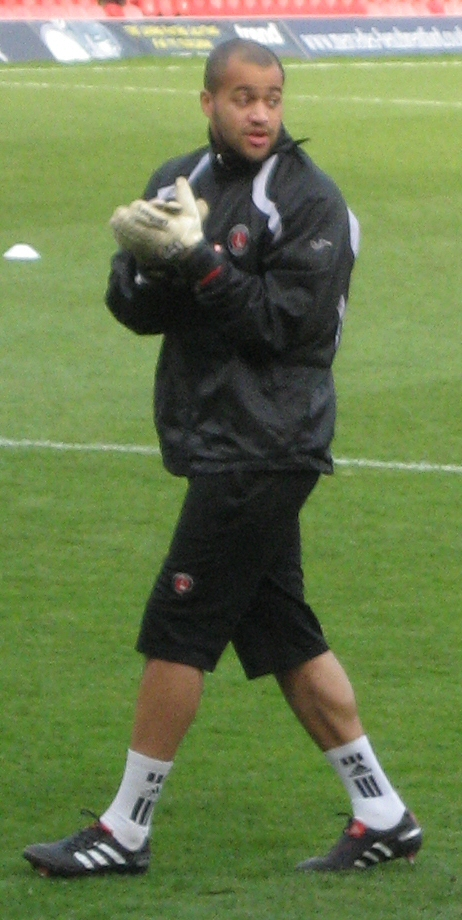
Рэндолф в составе «Чарльтон Атлетик» в 2009 году

Несмотря на то, что «Чарльтон Атлетик» предложил игроку новый контракт, Рэндолф покинул клуб как свободный агент и 1 июля 2010 года перешёл в шотландский «Мотеруэлл», подписав с клубом трёхлетний контракт. Дебютировал в матче второго отборочного раунда Лиги Европы против исландского клуба «Брейдаблик». «Мотеруэлл» выиграл эту встречу со счётом 1:0. «Мотеруэлл» вылетел из Лиги Европы после поражения от датского клуба «Оденсе» в раунде плей-офф. После этого матча «Мотеруэлл» подал жалобу на УЕФА из-за того, что болельщики «Оденсе» бросали зажигалки на Рэндолфа во время матча. Рэндолф зарекомендовал себя как основного вратаря клуба; в своём первом сезоне после победы над «Селтиком» он побил клубный рекорд, установленный Джоном Радди — 15 «сухих» матчей. Рэндолф помог клубу дойти до финала Кубка Шотландии 2011. Однако, «Мотеруэлл» проиграл тому же «Селтику» со счётом 0:3.
Сезон 2011/12 Рэндолф начал с четырёх «сухих» матчей. 28 апреля 2012 года в матче против «Сент-Джонстона» Рэндолф выступил в качестве ассистента, отдав голевой пас Хенрику Ойамаа. Рэндолф был единственным игроком «Мотеруэлл», который в этом сезоне попал в состав «Команды года».
По итогам сезона 2011/12 «Мотеруэлл» впервые получил право сыграть в Лиге Чемпионов, хоть и клуб занял третье место в чемпионате. Это было связано со снятием «Рейнджерс», занявшего второе место, с еврокубков из-за долгов. Рэндолф дебютировал в Лиге Чемпионов в третьем отборочном раунде против греческого «Панатинаикоса». «Мотеруэлл» проиграл со счётом 3:0 по сумме двух матчей и выбыл в плей-офф Лиги Европы. Там «Мотеруэлл» проиграл испанскому «Леванте».
В сезоне 2012/13 Рэндолф вместе с товарищами по команде Шоном Хатчинсоном, Никки Лау и Майклом Хигдоном снова попал в состав «Команды года».
По истечении срока контракта Рэндолф покинул «Мотеруэлл».

### «Бирмингем Сити»
1 июля 2013 года Рэндолф на правах свободного агента перешёл в «Бирмингем Сити», подписав с клубом двухлетний контракт. Дебютировал 3 августа в матче против «Уотфорда». Был основным вратарём в течение всего сезона. В общем сложности, Рэндолф сыграл за клуб 91 матч. По истечении срока контракта, клуб не стал продлевать контракт с Рэндолфом.

### «Вест Хэм Юнайтед»
30 мая 2015 года Рэндолф подписал контракт с «Вест Хэм Юнайтед». Дебютировал в клубе 2 июля в отборочном матче Лиги Европы против «Лузитанс», «Вест Хэм Юнайтед» выиграл эту встречу со счётом 3:0. В сезоне 2016/17 провёл 22 матча в чемпионате Англии, пропустил 39 голов и отстоял на ноль четыре встречи.

### «Мидлсбро»
22 июля 2017 года подписал контракт с «Мидлсбро», представляющим Чемпионшип. Сумма сделки составила £ 5 млн (около € 5,5 млн). Контракт 30-летнего Рэндолфа с новым клубом рассчитан на четыре года. Дебютировал 5 августа в матче 1-го тура против «Вулверхэмптон Уондерерс» (0:1). 15 января 2020 года вернулся в «Вест Хэм», подписав контракт на 4 года. Сумма трансфера составила около £ 4 млн.

## Международная карьера

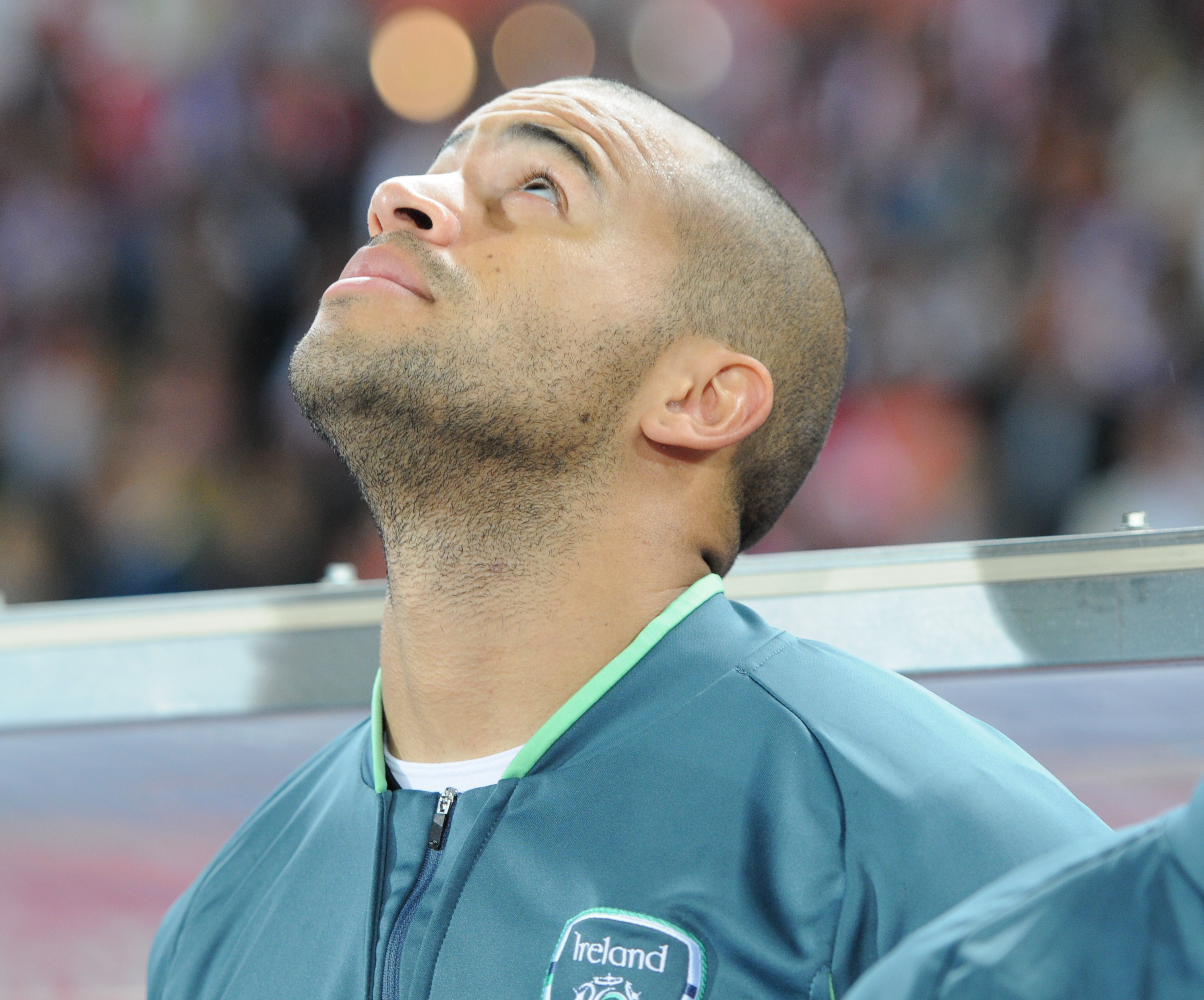
Рэндолф в составе сборной Ирландии в 2014 году

Рэндолф представлял юниорские сборные разных возрастов, в том числе молодёжную, вторую сборную и старшую национальную сборную Ирландии. Свой первый вызов в старшую сборную Рэндолф получил в марте 2011 года для участия в матче против сборной Македонии, но так и не сыграл. Второй вызов в сборную Рэндолф получил в мае этого же года для участия в матчах Кубка наций против сборных Северной Ирландии и Шотландии, но на поле опять не вышел. Дебютировал в сборной 11 сентября 2012 года в товарищеском матче против сборной Омана. Ирландцы выиграли этот матч со счётом 4:1. Второй раз за сборную Рэндолф сыграл 12 июня 2013 года против сборной Испании, где отличился хорошим «сейвом» после удара Санти Касорлы. Испания выиграла эту встречу со счётом 2:0. 8 октября 2015 года Рэндолф заменил Шея Гивена на 44-й минуте матча отборочного турнира Чемпионата Европы 2016 против сборной Германии. Ирландия выиграла этот матч со счётом 1:0.

## Статистика
| Клуб              | Сезон            | Лига  | Лига | Кубок нации | Кубок нации | Кубок лиги | Кубок лиги | Другое | Другое | Всего | Всего |
| Клуб              | Сезон            | Матчи | Голы | Матчи       | Голы        | Матчи      | Голы       | Матчи  | Голы   | Матчи | Голы  |
| ----------------- | ---------------- | ----- | ---- | ----------- | ----------- | ---------- | ---------- | ------ | ------ | ----- | ----- |
| Чарльтон Атлетик  | 2004-05          | 0     | 0    | 0           | 0           | 0          | 0          | 0      | 0      | 0     | 0     |
| Чарльтон Атлетик  | 2005-06          | 0     | 0    | 0           | 0           | 0          | 0          | 0      | 0      | 0     | 0     |
| Чарльтон Атлетик  | 2006-07          | 1     | −2   | 0           | 0           | 0          | 0          | 0      | 0      | 1     | −2    |
| Чарльтон Атлетик  | 2007-08          | 1     | −1   | 0           | 0           | 2          | −6         | 0      | 0      | 3     | −7    |
| Чарльтон Атлетик  | 2008-09          | 1     | −4   | 1           | 0           | 0          | 0          | 0      | 0      | 2     | −4    |
| Чарльтон Атлетик  | 2009-10          | 11    | −6   | 1           | −1          | 0          | 0          | 2      | −3     | 14    | −10   |
| Чарльтон Атлетик  | Всего            | 14    | −13  | 2           | −1          | 2          | −6         | 2      | −3     | 20    | −23   |
| Уэллинг Юнайтед   | 2004-05          | 4     | 0    | 1           | 0           | 0          | 0          | 0      | 0      | 5     | 0     |
| Аккрингтон Стэнли | 2005-06          | 14    | −17  | 0           | 0           | 0          | 0          | 0      | 0      | 14    | −17   |
| Джиллингем        | 2006-07          | 3     | −4   | 0           | 0           | 0          | 0          | 0      | 0      | 3     | −4    |
| Бери              | 2007-08          | 14    | −13  | 0           | 0           | 0          | 0          | 0      | 0      | 14    | −13   |
| Херефорд Юнайтед  | 2008-09          | 13    | −15  | 0           | 0           | 1          | −2         | 0      | 0      | 14    | −17   |
| Мотеруэлл         | 2010-11          | 37    | −56  | 6           | −5          | 3          | −2         | 6      | −4     | 52    | −67   |
| Мотеруэлл         | 2011-12          | 38    | −44  | 3           | −2          | 1          | −2         | 0      | 0      | 42    | −48   |
| Мотеруэлл         | 2012-13          | 36    | −45  | 1           | −2          | 1          | −2         | 4      | −8     | 42    | −57   |
| Мотеруэлл         | Всего            | 111   | −145 | 10          | −9          | 5          | −6         | 10     | −12    | 136   | −172  |
| Бирмингем Сити    | 2013-14          | 46    | −74  | 0           | 0           | 0          | 0          | 0      | 0      | 46    | −74   |
| Бирмингем Сити    | 2014-15          | 45    | −63  | 1           | −2          | 0          | 0          | 0      | 0      | 46    | −65   |
| Бирмингем Сити    | Всего            | 91    | −137 | 1           | −2          | 0          | 0          | 0      | 0      | 92    | −139  |
| Вест Хэм Юнайтед  | 2015-16          | 3     | −4   | 4           | −2          | 0          | 0          | 3      | −2     | 10    | −8    |
| Всего за карьеру  | Всего за карьеру | 267   | −347 | 18          | −14         | 8          | −14        | 15     | −17    | 308   | −393  |

## Личная жизнь
Отец Даррена, Эд Рэндолф, баскетболист, играл в клубе UCD Marian. Даррен долгое время состоял в отношениях с певицей Рошель Уайзман, солисткой девичьей группы «The Saturdays».

## Достижения

### Командные
«Аккрингтон Стэнли»
- Чемпион Национальной Конференции: 2005/06

 «Мотеруэлл»
- Вице-чемпион чемпионата Шотландии: 2012/13

### Личные
- Лучший вратарь чемпионата Шотландии: 2011/12, 2012/13
- Лучший вратарь Чемпионшипа Англии: 2018/19
- Игрок года «Мидлсбро»: 2019